# ديمون ميتشل
ديمون ميتشل (بالإنجليزية: Demont Mitchell)‏ (مواليد 24 أكتوبر 1988 في ناساو) لاعب كرة قدم بهامي دولي يجيد اللعب في خط الوسط . يلعب حاليا لصالح نادي جامعة هوفسترا الأمريكي منذ 2006 .

## روابط خارجية
- ديمون ميتشل على موقع قاعدة بيانات كرة القدم.إي يو (الإنجليزية)
- ديمون ميتشل على موقع ناشيونال فوتبول تيمز (الإنجليزية)